# Hadena khasiana
Hadena khasiana är en fjärilsart som beskrevs av Moore 1881. Hadena khasiana ingår i släktet Hadena och familjen nattflyn. Inga underarter finns listade i Catalogue of Life.